# Haemalea imitans
Haemalea imitans är en fjärilsart som beskrevs av Paul Dognin 1900. Haemalea imitans ingår i släktet Haemalea och familjen mätare. Inga underarter finns listade i Catalogue of Life.